# Římov na Moravě
Římov (deutsch Rimau, auch Rzimau) ist eine Gemeinde in Tschechien. Sie liegt elf Kilometer südwestlich von Třebíč und gehört zum Okres Třebíč.

## Geographie
Římov befindet sich im Süden der Böhmisch-Mährischen Höhe am Bach Římovka. Nordöstlich des Dorfes erhebt sich der Hügel Horní hora (583 m), im Südosten der Sádek (Schloßberg, 564 m) mit dem gleichnamigen Schloss und nordwestlich der Spálený vrch (646 m).
Nachbarorte sind Veverka und Chlístov im Norden, Rokytnice nad Rokytnou im Nordosten, Vísky im Osten, Sádek und Kojetice im Südosten, Čáslavice im Süden, Bítovánky im Südwesten, Lesná im Westen sowie Dašov und Štěměchy im Nordwesten.

## Geschichte
Die erste schriftliche Erwähnung des Dorfes erfolgte im Jahre 1257 als Besitz des Klosters Nová Říše. Zu dieser Zeit, aus der noch einige deutschstämmige Flurnamen stammen, war der Ort eine Ansiedlung Iglauer Bergleute, die Erzbergbau betrieben. Südöstlich befanden sich unterhalb von Římov die Dörfer Horní Rokytánky und Dolní Rokytánky, welche seit 1349 seit Stephan von Ungersberg auf Burg Ungersberg gehörten. Beide Orte erloschen später und an ihrer Stelle entstand die Ansiedlung Vísky. In der Mitte des 14. Jahrhunderts besaß Hrut von Čechočovice einen Teil des Dorfes, er ließ diesen 1358 an der Landtafel seiner Frau zuschreiben. Bei der mährischen Landesteilung von 1371 übertrug Markgraf Johann Heinrich Římov zusammen mit Stařeč und Čáslavice seinem Sohn Johann Sobieslaus. Später wechselten sich verschiedene Adelsgeschlechter als Besitzer von Římov ab. Wilhelm II. von Pernstein, der 1492 die Herrschaft Ungersberg erworben hatte, erweiterte diese und kaufte 1499 das Städtchen Stařeč und die Dörfer Čáslavice, Slavice, Přibyslavice und Římov hinzu. Seit dieser Zeit blieb Římov der Herrschaft Ungersberg (Sádek) zugehörig.
1551 verkaufte Jaroslav von Pernstein Ungersberg an Zdeněk von Waldstein, der die Dörfer an sein Gut Pirnitz anschloss. Sein Nachfolger Zdeněk Brtnický von Waldstein wurde nach der Schlacht am Weißen Berg enteignet und auf der Festung Spielberg eingekerkert, wo er 1623 verstarb. Die Herrschaft Ungersberg wurde wieder von Pirnitz losgelöst und an Thomas Cerboni übergeben. Während des Dreißigjährigen Krieges wurde die Gegend verwüstet. Ab 1672 war Hieronymus Salvator Freiherr Cerboni und ab 1678 Gottfried von Waldorf Besitzer der Herrschaft. Im Urbar von 1714 sind für Římov 26 Anwesen ausgewiesen. 1775 kam es zu einer Bauernrebellion, bei der die Aufständischen Schindeln aus dem herrschaftlichen Lager aufluden und in Znaim verkauften sowie in den Wäldern Holz schlugen. Gepfarrt war Římov einschließlich Vísky seit jeher nach Čáslavice, die Einschichten Březová und Holý Mlýn gehörten kirchlich dagegen zu Roketnitz. Roketnitz war gleichzeitig der Schulort für Římov, die Kinder aus Vísky und der Trojan-Mühle gingen nach Čáslavice.
Nach der Aufhebung der Patrimonialherrschaften bildete Římov ab 1850 eine politische Gemeinde im Bezirk Třebíč. Nach längeren Verhandlungen entstand schließlich 1893 wegen des häufig überschwemmten Schulweges nach Roketnitz in Římov eine eigene Dorfschule. Dorthin wurde auch die Trojan-Mühle eingeschult und ab 1907 auch Vísky. 1895 wurde die Freiwillige Feuerwehr Římov gegründet. Die Mühle in Březová wurde 1904 vom herrschaftlichen Gut aufgekauft und zum Hegerhaus umgebaut. 1905 hatte das an der Kaiserstraße von Mährisch Budwitz nach Heralditz gelegene Dorf 579 Einwohner. 1921 lebten in den 93 Häusern von Římov 605 Menschen, darunter waren 10 Analphabeten. Im Zuge der Bodenreform wurden 1926 die herrschaftlichen Höfe Bolíkovice, Sádek, Stařeč, Štěměchy, Valdorf und Vísky parzelliert, wobei die Bewohner von Římov überwiegend Land des Hofes Vísky erhielten. Im Jahre 1933 wurden 12 Bewohner von Římov wegen Beteiligung am Überfall einer Gruppe tschechischer Faschisten unter Ladislav Kobzinek auf die Svatopluk-Kaserne in Brno-Židenice (Putsch von Židenice) verhaftet. Elf von ihnen wurden nach einigen Monaten wieder freigelassen. Der Feldwebel i. R. František Nedvědický erhielt eine Haftstrafe von drei Jahren, die nach seiner Berufung am Obersten Gericht auf acht Jahre erhöht wurde. Zum Ende des Zweiten Weltkrieges landeten am 9. April auf den Fluren der Gemeinde drei Fallschirmspringer der Widerstandsgruppe Spelter, die von einem Flugzeug der Alliierten aus Süditalien eingeflogen wurden.
Nach dem Mordanschlag auf den örtlichen Nationalausschuss von Babice wurden 1951 auch mehrere Einwohner von Římov verhaftet. Während der anschließenden Schauprozesse wurden drei von ihnen zu 22 bzw. zehn Jahren Haft verurteilt. 1961 lebten in den 113 Häusern des Dorfes 525 Menschen. 1970 hatte das Dorf 472 Einwohner. Im Jahre 1980 wurde Římov an Čáslavice angeschlossen. Seit 1990 besteht die Gemeinde wieder. 1995 verursachte Raureif in den Wäldern des Dorfes starke Eisbruchschäden. Im Jahre 1998 bildete sich nach einem starken Hagelschlag ein anderthalb Meter hoher Damm aus Eis und Schlamm der einem Hof und drei weitere Wohnhäuser überflutete. Seit dem 18. April 2001 führt die Gemeinde Římov ein Wappen und Banner.

## Gemeindegliederung
Für die Gemeinde Římov sind keine Ortsteile ausgewiesen. Zu Římov gehören die Einschichten Březová (Brzesowa), Holý Mlýn (Holei Mühle), Trojanův Mlýn (Trojan Mühle), Záhumený Mlýn (Zaduschnie Mühle) und die Ansiedlung Vísky (Wieska).

## Sehenswürdigkeiten
- Statue des hl. Florian
- Statue des hl. Johannes von Nepomuk, 1995 durch den Prager Bildhauer Otakar Marein rekonstruiert
- Stausee Nová závlaha, südwestlich des Dorfes am Dašovský potok